# Johann Hartung (Bildhauer)
Johann Hartung (* 11. April 1821 in Koblenz; † unbekannt, vermutlich in Berlin) war ein deutscher Bildhauer.

## Leben und Beruf

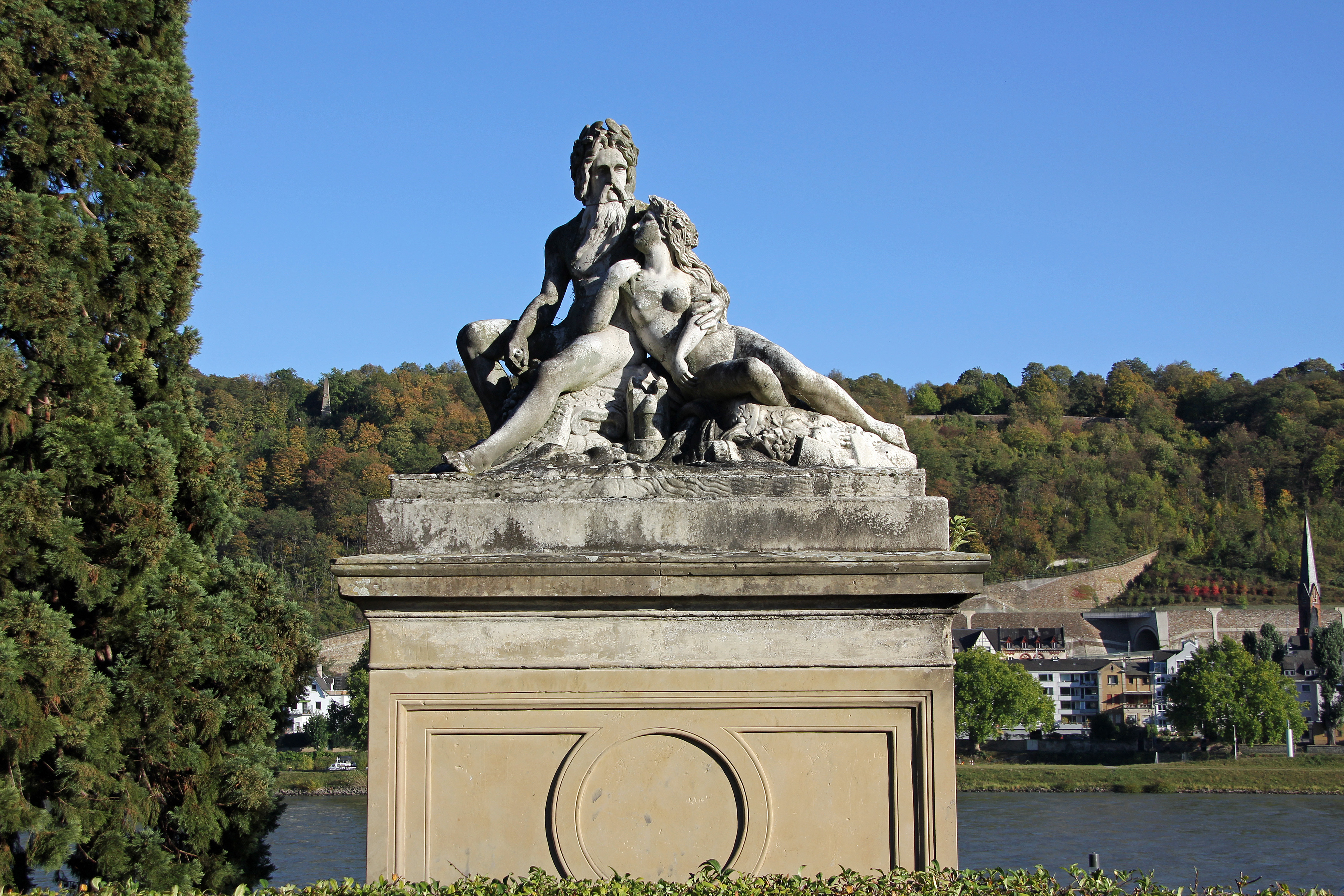
Sandsteinskulptur „Vater Rhein und Mutter Mosel“ im Koblenzer Schlossgarten

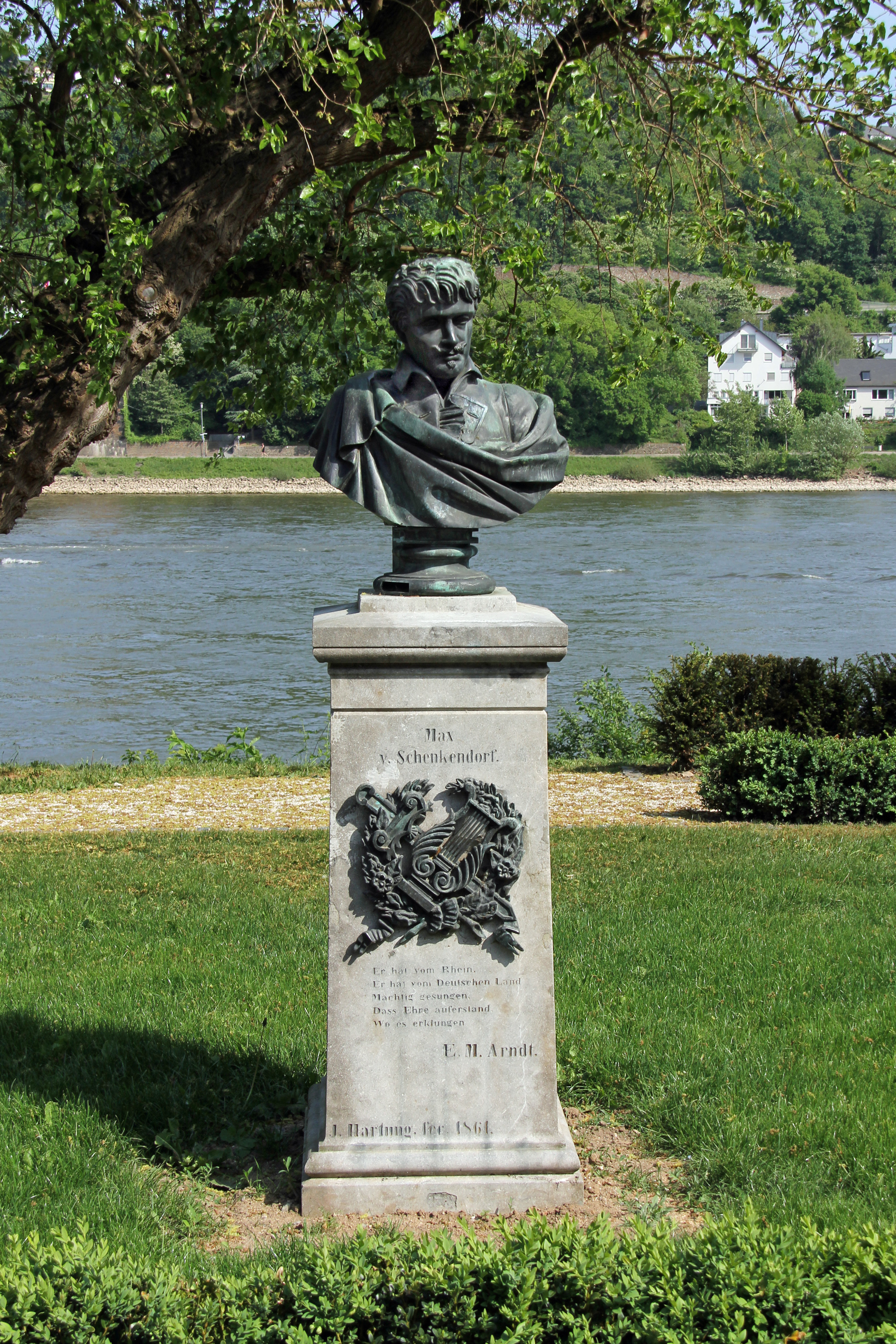
Büste des Dichters Max von Schenkendorf

Johann Hartung stammte aus einer Koblenzer Künstlerfamilie und war unverheiratet. Sein Bruder Heinrich Hartung (1816–1893) war wie auch dessen Sohn Heinrich Hartung III. und sein Neffe Clemens Heinrich Hartung Maler. Zunächst ging der künstlerisch hochbegabte Johann Hartung ebenfalls der Malerei nach. Der Pariser Maler Horace Vernet war sein Lehrer. Später wandte er sich der Bildhauerei zu und nahm Unterrichtsstunden bei dem Pariser Bildhauer François Rude. Sein Aufenthalt in Frankreich prägte stark sein Lebenswerk und mit der Zeit erlangte er einen internationalen Ruf als Bildhauer.
In Koblenz erinnern einige Werke an den Sohn der Stadt. So steuerte er der Ausstattung der Koblenzer Rheinanlagen eine Büste des Dichters Max von Schenkendorf bei. Den Garten des Koblenzer Schlosses prägt seine Sandsteinskulptur, die die Allegorie von „Vater Rhein und Mutter Mosel“ darstellt. Im Auftrag des Erzherzogs Stefan von Österreich wirkte er künstlerisch am Umbau der Schaumburg mit.
Hartung unternahm in seinem Leben viele Reisen. Über seinen Tod ist nichts überliefert, vermutlich starb er bei einer Reise nach Berlin.

## Werke (Auswahl)
- Kolossalstatue des heiligen Paulus an der Kathedrale von Saint-Denis in Paris
- Bronzestandbild des jungen Siegfried und Zinnguss der Jungfrau von Orleans im Schloss Stolzenfels
- Neun Knaben- und Mädchengestalten in der Schaumburg
- 1854: Allegorische Figuren „Vater Rhein und Mutter Mosel“ im Garten des Kurfürstlichen Schlosses in Koblenz
- 1861: Büste des Dichters Max von Schenkendorf in den Koblenzer Rheinanlagen